# Departamento de Jáchal
Departamento de Jáchal är en kommun i Argentina.   Den ligger i provinsen San Juan, i den nordvästra delen av landet, 1 100 km väster om huvudstaden Buenos Aires. Antalet invånare är 21 018. Arean är 14,7 kvadratkilometer.
Terrängen i Departamento de Jáchal är huvudsakligen platt, men åt nordväst är den kuperad.
Omgivningarna runt Departamento de Jáchal är i huvudsak ett öppet busklandskap. Trakten runt Departamento de Jáchal är nära nog obefolkad, med mindre än två invånare per kvadratkilometer.